# Lup roșu
Lupul roșu (lat. Canis lupus rufus) este un carnivor din familia canidelor, mai mic decât lupul cenușiu, dar mai mare decât coiotul. În sălbăticie mai trăiesc doar 100 de indivizi într-o rezervație din nord-estul statului Carolina de Nord, în timp ce un număr de aproximativ 150 de exemplare este deținut de grădinile zoologice americane. În Statele Unite și Mexic, lupul roșu a avut serios de suferit din cauza vânătorii și a lipsei partenerilor din aceeași subspecie, fapt ce a făcut ca mulți dintre ei sa se împerecheze cu coioți.